# 奥古斯特·海姆
奥古斯特·海姆（德語：August Heim，1904年3月13日—1976年5月8日），德国男子击剑运动员。他曾代表德国参加1928年和1936年夏季奥林匹克运动会击剑比赛，其中1936年奥运会获得二枚铜牌。